# Nažka

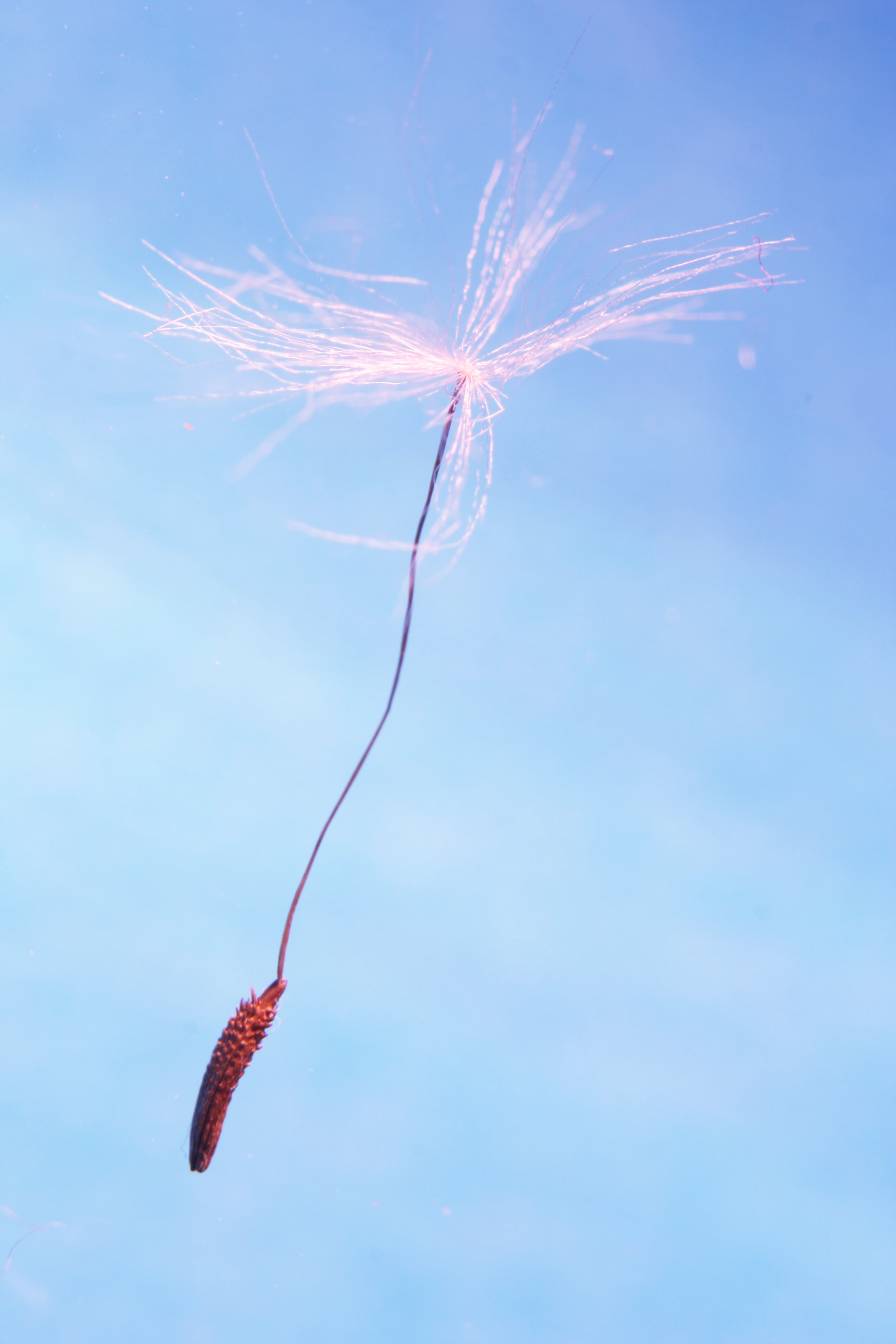
Nažky pampelišky mohou být díky chmýru unášeny větrem na dlouhé vzdálenosti

Nažka (latinsky achenium) patří mezi suché nepukavé plody. Obsahuje pouze jedno semeno a vzniká buď z jednoho, nebo z více plodolistů. Nažky mohou být opatřeny zařízeními usnadňujícími jejich šíření, jako jsou např. háčky, rozšířené oplodí nebo chmýr. Nažka se vyskytuje u krytosemenných rostlin, např. hvězdnicovitých (slunečnice atd.).
Oplodí nažky je blanité nebo kožovité a těsně přiléhá k semeni. Zvláštním typem nažky je křídlatá nažka neboli samara.

## Etymologie
Odvozeno od významu „nahý“ plod.

## Příklady nažek
- pampeliška – nažka s chmýřkem
- dub – nažka v číšce
- jilm – má rozšířené oplodí
- kuklík – je opatřen háčky, které se přichytí na srst zvířete
- javor – okřídlené dvounažky, „javorové nosy“
- lebeda – heterokarpické nažky
- pohanka
- pryskyřník
- kešu (plod ledvinovníku západního)
- jahoda – souplodí nažek na šťavnatém zdužnatělém květním lůžku